# Malaxis greenwoodiana
Malaxis greenwoodiana är en orkidéart som beskrevs av Gerardo A. Salazar och Soto Arenas. Malaxis greenwoodiana ingår i släktet knottblomstersläktet, och familjen orkidéer. Inga underarter finns listade i Catalogue of Life.